# 皮德希爾齊 (新羅茲迪爾市鎮)
49°26′42″N 24°9′19″E / 49.44500°N 24.15528°E
皮德希爾齊（烏克蘭語：Підгірці），是烏克蘭西部利維夫州斯特雷區新罗兹迪尔市镇的村庄。始建於1706年，面積0.56平方公里，海拔高度259米，2022年人口200，人口密度每平方公里387.5人。